# 馬哈希 (頭銜)
馬哈希（羅馬化：Maharṣi，英語化為），又譯為瑪赫西、摩訶利師，意為導師或智者，常被加在一個人的名字上，作為宗教頭銜。常被使用於印度教與吠陀中，作為上師的稱號。

## 概論
馬哈希（Maharṣi）的梵文字根，由偉大的（Maha，漢文常譯為“摩訶”）與仙人（ṛṣi，字面意義為預見者，有能力看見者）組成。
馬哈希一名也被印度文化圈吸收，在佛教中也有一位馬哈希尊者。

## 引用
1. ↑  見維基詞典泰盧固語【మహర్షి】